# Saint-Genès-du-Retz
Saint-Genès-du-Retz är en kommun i departementet Puy-de-Dôme i regionen Auvergne-Rhône-Alpes i centrala Frankrike. Kommunen ligger i kantonen Aigueperse som tillhör arrondissementet Riom. År 2022 hade Saint-Genès-du-Retz 463 invånare.

## Befolkningsutveckling
Antalet invånare i kommunen Saint-Genès-du-Retz
| Referens: INSEE |